# Agnieszka Kuczkiewicz-Fraś
Agnieszka Maria Kuczkiewicz-Fraś – polska orientalistka i językoznawczyni, doktor habilitowana nauk humanistycznych, profesor uczelni Uniwersytetu Jagiellońskiego. Kierowniczka Zakładu Azji Południowej i Południowo-Wschodniej w Instytucie Bliskiego i Dalekiego Wschodu UJ. 

## Kariera naukowa
W 1996 r. ukończyła na UJ studia magisterskie w zakresie indologii, tytuł jej pracy magisterskiej brzmiał Rola języka perskiego w kształtowaniu współczesnego hindi. 28 czerwca 2001 r. uzyskała na Wydziale Filologicznym UJ stopień doktora nauk humanistycznych w dyscyplinie językoznawstwa na podstawie pracy The Structural and Socio-linguistic Analysis of Perso-Arabic Hybrids in Hindi, której promotorem był Andrzej Pisowicz. 27 marca 2014 r. na tym samym wydziale uzyskała stopień doktora habilitowanego nauk humanistycznych w dyscyplinie językoznawstwa na podstawie dorobku naukowego oraz rozprawy Perso-Arabic Loanwords in Hindustani. Part I. Dictionary; Part II. Linguistic Study. 